# Edgar Bruun
Edgar Bruun (4. august 1905 Kristiania - 30. oktober 1985) var en norsk kapgangsatlet, der gjorde sig bemærket på den internationale scene på højeste niveau og hævdede sig i verdenstoppen både før og efter Anden Verdenskrig, og deltog i OL i 1936, 1948 og 1952 . i sin aktive karriere var han tilknyttet klubberne Ski og Ballklubben Frogg samt Idrettslaget Frogg i Oslo 
Bruun opnåede en femteplads i 50 km kapgang ved OL i Berlin i 1936, en fjerdeplads ved OL i London i 1948, og en 17. plads ved OL i Helsinki i 1952. Ved Europamesterskaberne i atletik i Paris i 1938 vandt han en bronzemedalje i 50 km kapgang, i 1946 på hjemme bane i Oslo blev han dog diskvalificeret i 50 km kapgang og ved EM i 1954 i Bern opnåede han en niendeplads i samme disciplin.
Bruun gjorde sætte verdensrekord i 50 km kapgang med en tid på 4:26:41 i Oslo i 1936.. I løbet af karrieren satte han seks verdensrekorder på forskellige distancer.
Bruun vandt 20 individuelle Norske Mesterskaber i kapgang i perioden fra 1936 til 1955, og tog syv kongepokal er i kapgang. Det understreger hans dominans og bidrag til kapgangssporten på nationalt niveau i Norge gennem to årtier.
Uden for atletikbanen arbejdede Edgar Bruun som frisør.